# Chris Jarvis
Pour les articles homonymes, voir Jarvis.
Chris Jarvis est un acteur et danseur anglais né le 19 mai 1980 à Poole dans le Dorset.

## Filmographie
- 2016 : After The Rain : Keith
- 2015 : The Shattering : Blair
- 2014 : Détour mortel 6
- 2014 : Wolfenstein: The New Order : Blondie (voix)
- 2010 : NCIS : Enquêtes spéciales : ingénieur des marines anglais (saison 8, épisode 4)
- 2008 : Dark Rage : l'homme dans les toilettes
- 2008 : Mamma Mia! : Eddie
- 2005-2007 : The Bill : PC Dan Casper (114 épisodes)
- 2004 : Le Fantôme de l'opéra : danseur
- 2004 : Beyond the Sea : danseur
- 2004 : Bear & Butterfly : Bear